# Периорбита

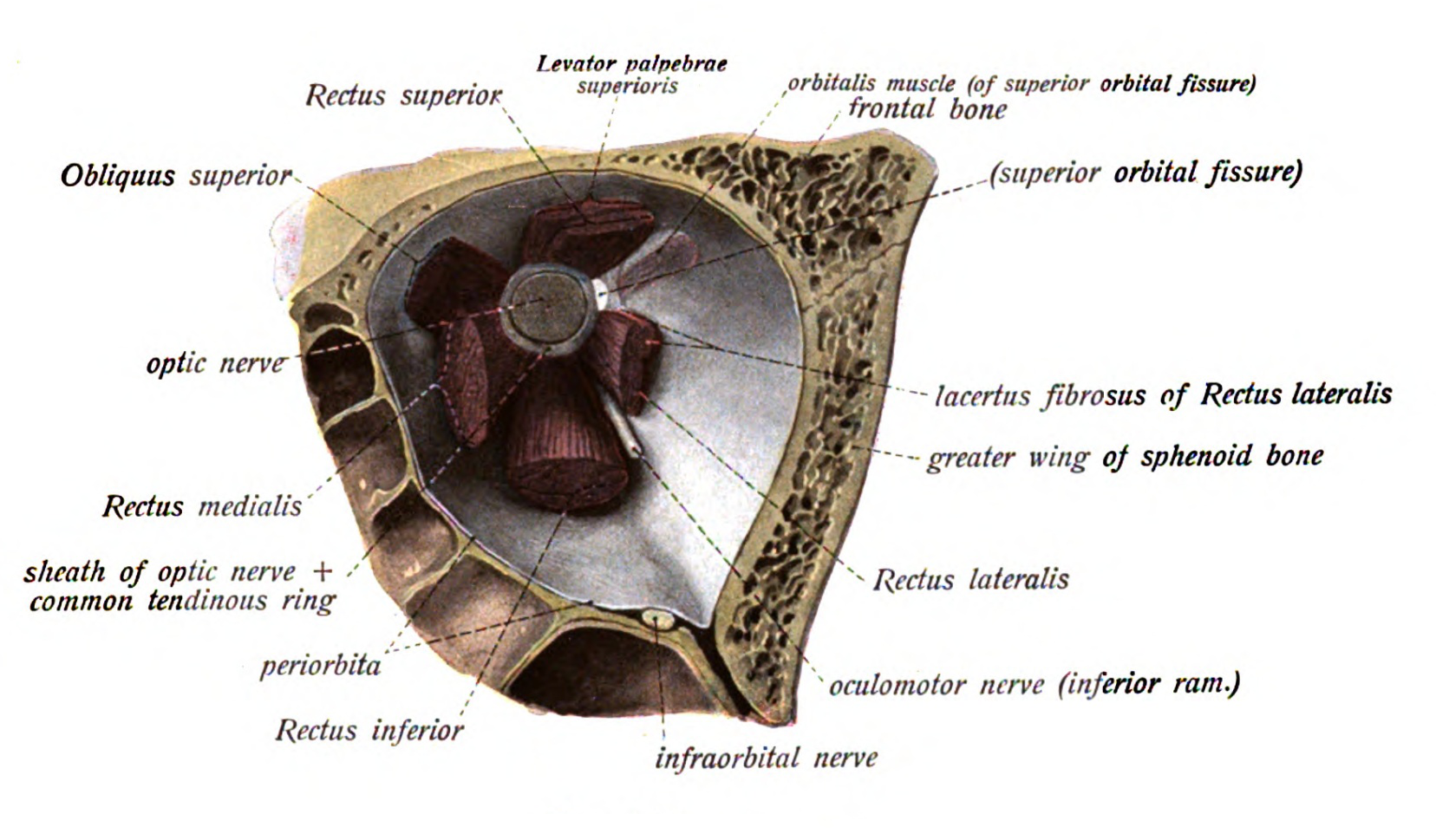
Схематическое изображение орбиты. Указаны фрагменты мышц глаза. Периорбита покрывает стенки глазницы. Слева изображены клетки решетчатого лабиринта

Периорбита (лат. Periorbita) — тонкая, но прочная надкостница глазницы. В области входа в орбиту плотно сращена с костными стенками орбиты. В области верхней и нижней глазничных щелей надкостница перекидывается через них, срастаясь с находящимися в их просвете соединительнотканными мембранами и твердой оболочкой головного мозга. На остальном протяжении надкостница рыхло сращена с костными стенками, за исключением области швов, способна легко отслаивается с формированием поднадкостничного (субпериостального) пространства, как распатором в ходе операции, так и кровью или экссудатом при некоторых патологических процессах. Создает определенное механическое препятствие на пути распространения инфекции или опухоли из околоносовых пазух в глазницу.

## Клиническое значение
Воспаление околоносовых пазух, прежде всего клеток решётчатого лабиринта (этмоидит), в ряде случаев вовлекает в воспалительный процесс периорбиту (периостит). В некоторых случаях гнойный экссудат отслаивает периорбиту от медиальной стенки глаза с формированием субпериостального абсцесса.
|  |